# Bob Brookmeyer
Bob Brookmeyer, Robert »Bob« Edward Brookmeyer (Kansas City, 1929. december 19. – New London, 2011. december 15. vagy 2011. december 16.) amerikai harsonás, zongorista, hangszerelő, zeneszerző. Nyolcszor jelölték Grammy-díjra.

## Pályafutása
A Kansas City Conservatory of Music-ba járt, de nem végezte azt el. Zongorázott a Tex Beneke és Ray McKinley vezette big bandekben. Az 1950-es évek elején a Claude Thornhill zenekarában már a harsonára koncentrált. Az 1950-es években Stan Getz, Jimmy Giuffre és Gerry Mulligan által vezetett combók tagja volt. Az 1950-es, -60-as években Brookmeyer New York-i klubokban játszott, és a televízióban – a The Merv Griffin Show házizenekara tagjaként – stúdiófelvételeken dolgozott, valamint hangszerelt Ray Charles és mások számára.
Az 1960-as évek elején Brookmeyer csatlakozott Clark Terryhez egy sikeres zenekarban. 1965 februárjában Brookmeyer és Terry együtt szerepelt a BBC2 Jazz 625 című műsorában.
1968-ban Los Angelesbe költözött, és főállású stúdiózenész lett. 10 évet töltött a nyugati parton. Ezalatt súlyos alkoholproblémái támadtak. Miután túltette magát ezen, és visszatért New Yorkba. 1979-ben a Thad Jones / Mel Lewis Orchestra zenei igazgatója lett.
Brookmeyer az 1980-as évek elejétől európai együttesek számára komponált és velük lépett fel. Zeneiskolát alapított és vezetett Hollandiában, és tanított a New England Conservatory of Music-ban Bostonban, Massachusettsben és más intézményekben.
Brookmeyert 2006-ban a NEA – National Endowment for the Arts a jazzmasterek közé sorolta. Nyolcadik alkalommal jelölték Grammy-díjra a Vanguard Jazz Orchestra Forever Lasting című albumáért − röviddel halála előtt. Ugyanezt az albumot jelölték az 57. Grammy-díjátadón (2014) a legjobb nagy dzsesszegyüttes kategóriában. Ez a CD teljes egészében Brookmeyer szerzeményeiből áll.
Brookmeyer pangásos szívelégtelenben halt meg 2011. december 15-én New Londonban, (New Hampshire).
Brookmeyer kompozíciós stílusának egyik figyelemre méltó eleme a kortárs zenésztechnikák alkalmazása a big bandek és kisebb együttesek számára írt műveiben. Az 1980-as évek elején Brookmeyert ugyanis Earle Brown zeneszerző mentorálta, akivel a 20. századi klasszikus zenét elmélyülten rnulmányozták. Brookmeyer műveire azóta olyan zeneszerzők is hatottak, mint Witold Lutosławski (akinek csellóversenyét gyakran használta az egyszerű motívumok oktatásában), Igor Stravinsky, Claude Debussy, Ligeti György és Bartók Béla.

## Albumok
- Bob Brookmeyer Quartet (1954)
- Bob Brookmeyer Plays Bob Brookmeyer and Some Others (1955)
- Happy Minors (1955) with Red Mitchell, Zoot Sims
- The Dual Role of Bob Brookmeyer (1956)
- Tonite's Music Today with Zoot Sims (1956)
- Whooeeee with Zoot Sims (1956)
- Bob Brookmeyer Quintet (1956)
- Urso and Brookmeyer with Phil Urso (1956)
- Brookmeyer (1957)
- Traditionalism Revisited (1957)
- The Street Swingers (1958)
- Jazz Concerto Grosso with Gerry Mulligan (1958)
- They Met at the Continental Divide with Trombones Inc. (1959)
- Kansas City Revisited (1959)
- The Ivory Hunters with Bill Evans (1959)
- Jazz Is a Kick (1960)
- Portrait of the Artist (1960)
- The Blues Hot and Cold (1960)
- Gloomy Sunday and Other Bright Moments (1961)
- 7 x Wilder (1961)
- Trombone Jazz Samba (1962)
- Bob Brookmeyer and Friends (1965)
- The Bob Brookmeyer Small Band (1978)
- Back Again (1979)
- Through a Looking Glass (1981)
- Oslo (1987)
- Morning Fun with Zoot Sims (1989)
- Electricity (1994)
- As It Happened Vol. 1 with Roger Kellaway (1994)
- Paris Suite (Challenge, 1995)
- Out of This World with Metropole Orchestra (1998)
- Old Friends (1998)
- New Works Celebration (1999)
- Together with Mads Vinding (1999)
- Holiday (2001) – plays piano
- Madly Loving You with the Ed Partyka Jazz Orchestra (2001)
- Stay Out of the Sun (2003)
- Get Well Soon with New Art Orchestra (2003)
- Island with Kenny Wheeler (2003)
- Spirit Music with New Art Orchestra (2006)

## Díjak
- 2006: NEA – National Endowment for the Arts Jazz Master